# Florentino Díez Fernández
Florentino Díez Fernández (Prioro, provincia de León, 7 de abril de 1935-Salamanca, 22 de julio de 2024) fue un arqueólogo, profesor y sacerdote católico español.

## Formación y primeros años
Nacido en el pueblo leonés de Prioro en 1935, en 1948 ingresó en la Orden de San Agustín. Se formó como teólogo bíblico en El Escorial, y como arqueólogo y biblista en Jerusalén, colaborando con la British Archaeological School de la misma ciudad, tras lo que llevó a cabo sus primeras excavaciones en el Monte Nebo y en Cafarnaún. Se doctoró en la Universidad Católica de París tras defender su tesis sobre la cerámica romana en Palestina.

## Trabajos arqueológicos
Durante cinco años fue director del Instituto Español Bíblico y Arqueológico de Jerusalén. De entre todas sus excavaciones, probablemente la más significativa sea la que llevó a cabo en la Basílica del Santo Sepulcro de Jerusalén a partir de 1977

## Labor docente y divulgativa
Además del ejercicio del ministerio sacerdotal y de su interés por la arqueología bíblica, Florentino Díez destaca por su labor divulgativa en todos aquellos temas relacionados con la historia y la arqueología del mundo bíblico. En este sentido, es colaborador del Instituto Bíblico y Oriental, donde ha impartido varios cursos y conferencias. También ha publicado una guía sobre Tierra Santa de gran utilidad para los peregrinos de habla hispana.
Como docente, ha impartido clase en el Estudio Teológico de El Escorial, y como profesor invitado en la Universidad Pontificia de Salamanca y en la Universidad de Comillas.